# Slaviboř
Slaviboř (německy Sleiborsch) byla dříve samostatná obec, vzdálená od Telče 5,5 km jižním směrem. Roku 1960 se stala součástí obce Černíč. Nachází se v nadmořské výšce 477 metrů po obou stranách řeky Moravská Dyje, která asi 8 km severněji pramení. Jižně od obce řeka vytváří řadu zákrutů v zamokřené nivě, aby poté protékala Černičským rybníkem. Ve vesnici je železniční zastávka Slaviboř, která je společná pro obě obce (Slaviboř a Černíč). Železniční trať v těchto místech kopíruje tok řeky až do Dačic. Ve vsi nikdy nebyla škola ani obchod. Žactvo chodilo do obecné školy do Radkova, do měšťanky do Telče. Nyní žáci převážně navštěvují základní školu v Telči.

## Název
Název se vyvíjel od varianty Slayborsy (1355), Slawibors (1366), Sleyborž (1678), Sleyboř (1718), Sleborž (1720), Slegborž (1751), Slegborž a Sleyborž (1798), Sleiboř a Slegboř (1846), Slejborž a Slejboř (1850), Sjeborsch a Slejboř (1872), Slaviboř (1881), Slejboř (1893) až k podobě Slaviboř v roce 1924. Místní jméno vzniklo přidáním přivlastňovací přípony -jъ k osobnímu jménu Slavibor.

## Historie a vývoj do současnosti[5]
V písemných pramenech se ves poprvé připomíná roku 1355. Od roku 1366 náležela k telčskému panství. Před třicetiletou válkou bylo ve vsi 8 usedlostí. V roce 1843 žilo v obci podle vceňovacího operátu 127 obyvatel ve 20 domech a 25 domácnostech. Na týdenní trhy se jezdilo ze Slaviboře do Telče. Desátky se odváděly farám v Urbanově a v Telči a také panství Telč. Již v této době je zmiňován v pramenech 1 mlynář, což svědčí o existenci mlýna. První známý zápis je v kronice obce Černíč z roku 1784, kdy byl Pazderův. Dále je uváděn majitel Johan Veselý. V roce 1866 další majitel Jan Bláha a od roku 1896 Jan Procházka. Jedná se o nejseverněji položený mlýn na této řece. Při stavbě železnice z Telče do Slavonic v roce 1902 bylo 6 domů na levém břehu Dyje zbořeno, ale do roku 1945 byly dva nové postaveny. Ve 2. polovině 19. a v 1. polovině 20. století se většina obyvatelstva obce živila zemědělstvím. V roce 1900 byla výměra hospodářské půdy obce 229 ha. Obec byla elektrifikována v roce 1937. Uprostřed vesnice stávala "pastouška", která ale již také byla zbořena. V 60. letech minulého století byl v obci postaven kulturní dům a kanceláře JZD. V současné době je ve vesnici obydleno 15 domů, ale asi pouze z poloviny trvale žijícími obyvateli.

## Správní začlenění obce od roku 1850[5]
Do roku 1849 byla Slaviboř součástí panství Telč v Jihlavském kraji. V letech 1850 až 1855 byla podřízena politické pravomoci Podkrajského úřadu v Dačicích a v soudní správě Okresnímu soudu v Telči. Po vzniku smíšených okresních úřadů s politickou a soudní pravomocí byla v letech 1855 až 1868 podřízena Okresnímu úřadu v Telči. V roce 1868 byly veřejná správa a soudnictví opět odděleny, vrátila se pod politickou pravomoc Okresního hejtmanství v Dačicích. Po osvobození v květnu 1945 náležela pod Okresní národní výbor v Dačicích a Okresní soud v Telči, po územní reorganizaci roku 1949 zůstala součástí správního okresu Dačice a v jeho rámci nově vzniklého Jihlavského kraje. Při další územní reorganizaci v polovině roku 1960 byla připojena pod správní okres Jihlava a Jihomoravský kraj až do zrušení Okresního úřadu v Jihlavě koncem roku 2002. V roce 1960 se Slaviboř stala součástí obce Černíc. Od roku 2003 spadá pod pověřený Městský úřad v Telči v samosprávném kraji Vysočina. V soudnictví náležela obec do poloviny roku 1960 pod Okresní soud v Dačicích, poté pod Okresní soud v Jihlavě.

## Obyvatelstvo
Podle sčítání 1930 zde žilo ve 14 domech 86 obyvatel. 86 obyvatel se hlásilo k československé národnosti. Žilo zde 83 římských katolíků, 2 evangelíci a 1 příslušník Církve československé husitské.
| Rok            | 1869 | 1880 | 1890 | 1900 | 1910 | 1921 | 1930 | 1950 | 1961 | 1970 | 1980 | 1991 | 2001 | 2011 |
| -------------- | ---- | ---- | ---- | ---- | ---- | ---- | ---- | ---- | ---- | ---- | ---- | ---- | ---- | ---- |
| Počet obyvatel | 120  | 116  | 106  | 84   | 74   | 93   | 86   | 62   | 62   | 52   | 55   | 41   | 38   | 24   |

## Hospodářství a doprava
V obci sídlí firmy Zemědělské družstvo Telč, Stavební a obchodní firma Dolezal, s.r.o., REIFENSERVICE BÖHM, s.r.o. a AGRODAST s.r.o. Obcí prochází silnice III. třídy č. 40619 do Radkova a železniční trať č. 227 Kostelec – Slavonice. Dopravní obslužnost zajišťují dopravci ICOM transport a České dráhy. Autobusy jezdí ve směrech Telč, Černíč, Myslůvka a Řásná a vlaky ve směrech Kostelec a Slavonice. Obcí prochází cyklistická trasa č. 5123 (z Myslůvky do Radkova) a zeleně značená turistická trasa (z Černíče do Telče).

## Pamětihodnosti
V obci a okolí je jeden železný a tři kamenné kříže. U železniční zastávky je památník padlým občanům obce v první světové válce.

## Fotogalerie

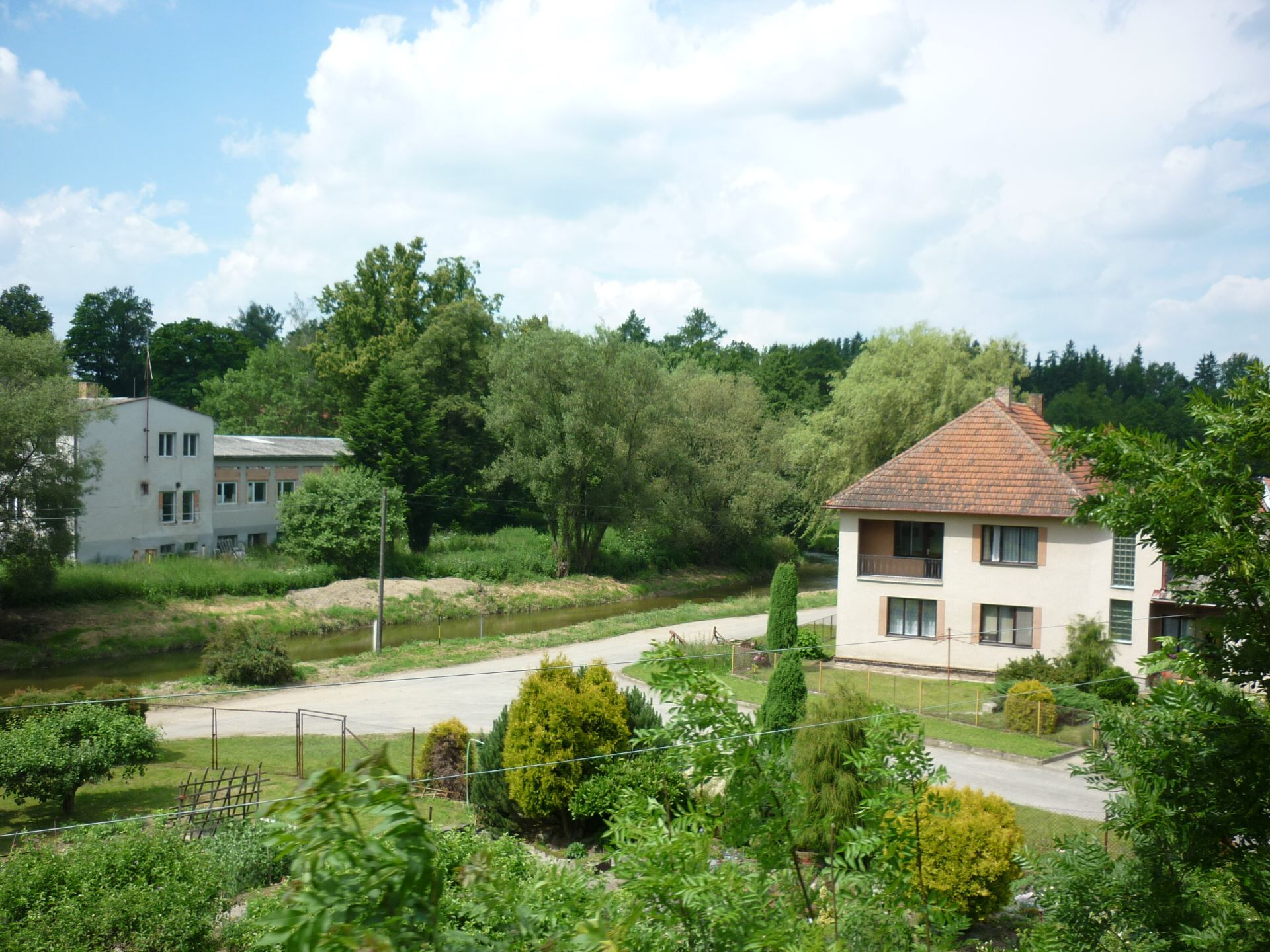
Slaviboř
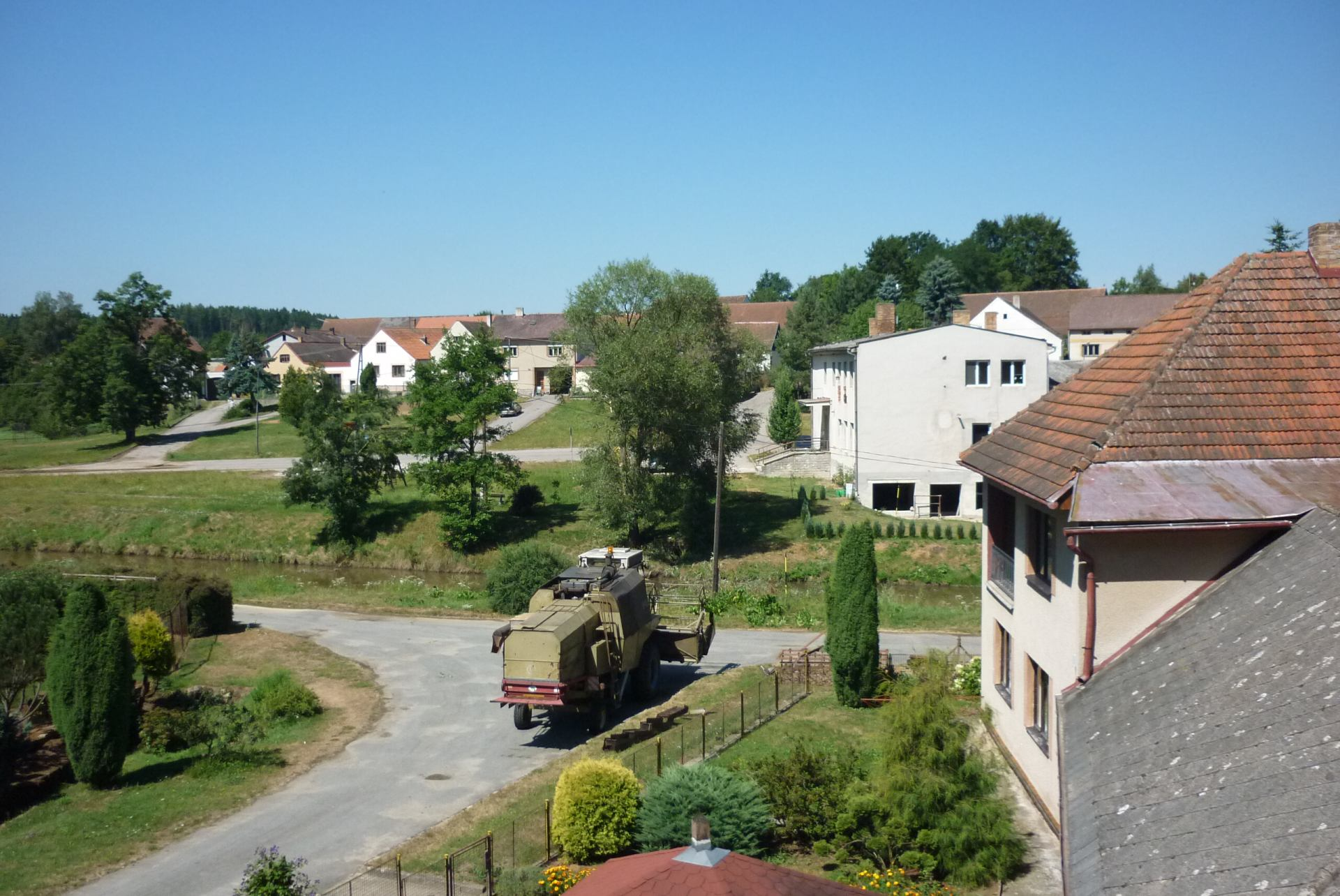
Slaviboř
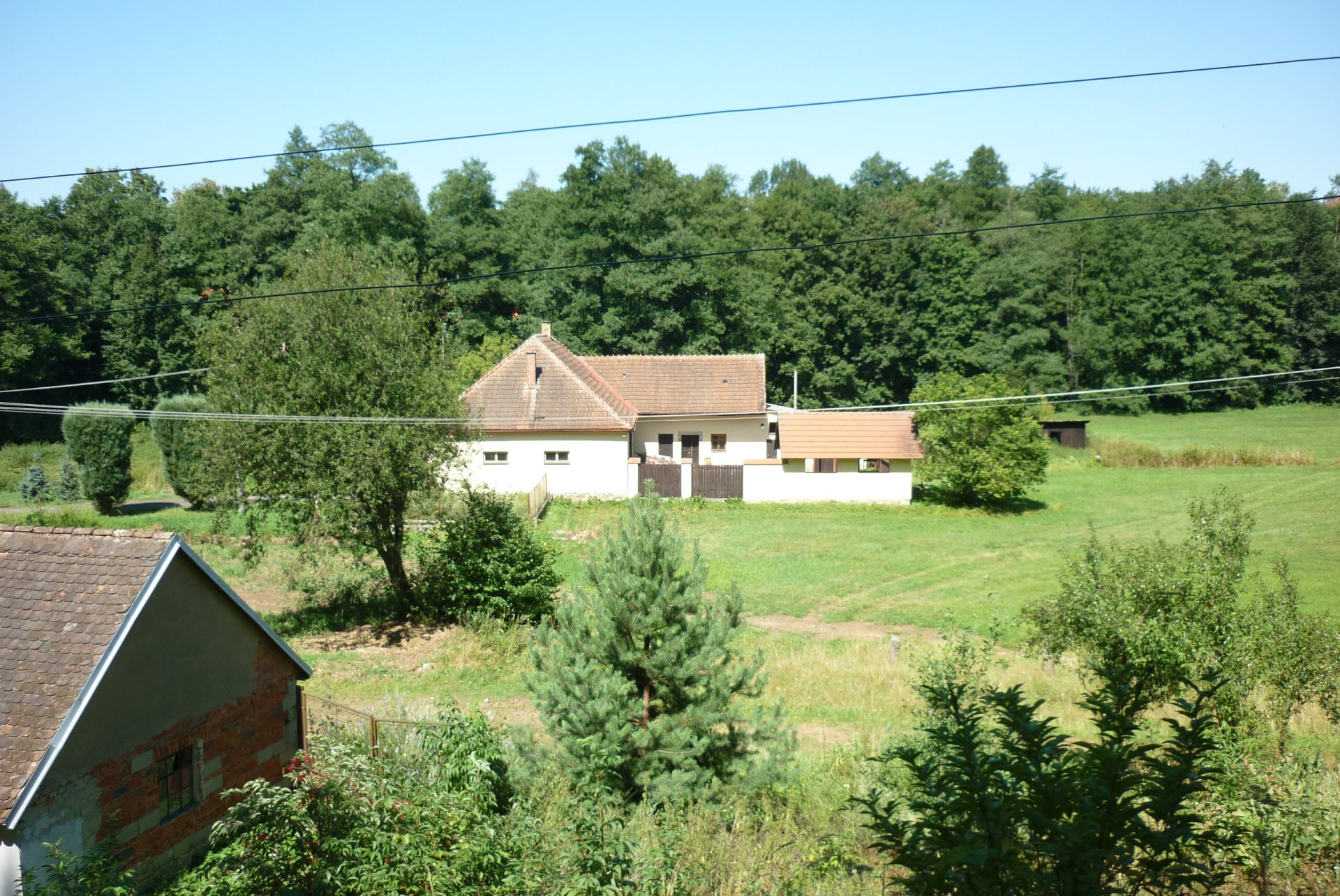
Slaviboř
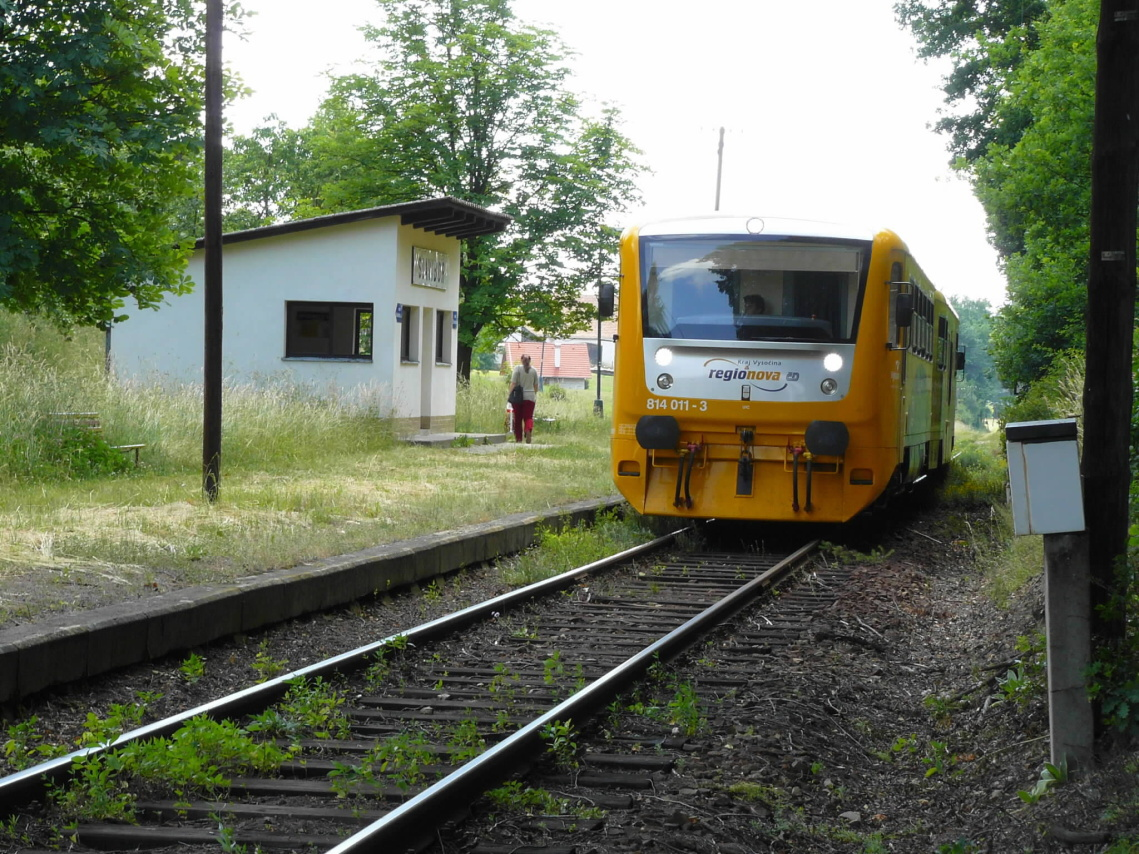
Železniční zastávka ve Slaviboři